# أيت مخلوف
أيت مخلوف هي جماعة قروية في إقليم تارودانت بجهة سوس ماسة جنوب المغرب. وهي تضم 4752 نسمة، حسب الإحصاء العام للسكان والسكنى لسنة 2014. وتتكون من 21 دوار. 
يحدها شمالاً جماعة تافراوتن، وجنوباً جماعتي تارودانت وأحمر لڭلالشة، وشرقاً جماعة تمالوكت، وغرباً جماعة إداومومن.

## دواوير الجماعة
- دوار أيت كروم
- دوار أيت بوحميدة
- دوار بوالعجلات (مركز الجماعة)
- دوار مزغالة
- دوار أيت همو
- دوار تاوريرت
- دوار مورغ
- دوار بطلجان
- دوار تركى الجديد
- دوار تفوكاشت
- دوار تسكيست
- دوار أكادير أوزير

## التعليم
قائمة المؤسسات التعليمية في جماعة أيت مخلوف:
- مجموعة مدارس جعفر الصادق  (المركزية: بوالعجلات / الوحدات: أيت كروم - أيت بوحميدة - تفوكاشت)
- مجموعة مدارس الفتح  (المركزية: بطلجان / الوحدات: توريرت - مورغ - تسكيست - اكماضا)

عند الإنتهاء من فترة التعليم الإبتدائي، يتابع التلاميذ تعليمهم الإعدادي إما في تمالوكت أو في تارودانت.

## الصحة
تتوفر جماعة أيت مخلوف على مستوصف يقع في دوار بوالعجلات.

## البنية التحتية
حسب الإحصاء العام للسكان والسكنى لسنة 2014: 
تبلغ نسبة التغطية بالكهرباء 74%، ونسبة التغطية بالماء الصالح للشرب 56%. وقد تم مؤخراً تبليط بعض الدواوير بجماعة أيت مخلوف لتسهيل تنقل الساكنة.

## الثقافة
- مهرجان أيت مخلوف للثقافة والرياضة والتنمية

## الجمعيات
- جمعية أجيال مورغ (دوار مورغ)
- جمعية بوصلة النجاح للتربية والتكوين(دوار بطلجان)
- جمعية .. (دوار ..)